# Pérouse
Pérouse è un comune francese di 1 076 abitanti situato nel dipartimento del Territorio di Belfort, nella regione della Borgogna-Franca Contea.

## Società

### Evoluzione demografica
Abitanti censiti